# 克洛索 (加利福尼亞州)
克洛索（英語：Clotho）是位於美國加利福尼亞州弗雷斯諾縣的一個非建制地區。該地的面積和人口皆未知。

## 地理
克洛索的座標為36°43′17″N 119°36′35″W / 36.72139°N 119.60972°W，而該地的平均海拔高度為107米（即351英尺）。